# Synagoga Janina w Jerozolimie
Synagoga Janina w Jerozolimie – synagoga znajdująca się w Dzielnicy Chrześcijańskiej Starego Miasta w Jerozolimie
Synagoga została zbudowana w XIX wieku, przez greckich Żydów pochodzących z miasta Janina. Gmina posiada jeszcze jedną synagogę znajdującą się w dzielnicy Ohel Mosze.